# Психоонкология
Психоонколо́гия — область междисциплинарных исследований и клинической практики на стыке психологии, онкологии и социологии, возникшая и развивающаяся как подраздел онкологии.
Область интереса психоонкологии выходит за рамки лечения рака и включает образ жизни больного, психологические и социальные аспекты онкологических заболеваний. Психоонкология изучает как влияние онкозаболевания на психологическое здоровье пациента, так и влияние психологических и социальных факторов, включая социальные взаимодействия пациента с медицинским персоналом и семейным окружением, на канцерогенез и течение онкологического процесса. Кроме того, она рассматривает когнитивные нарушения, возникающие вследствие химиотерапии и лучевой терапии, а также эффекты плацебо и ноцебо.
Более узкий термин психосоциальная онкология обозначает изучение и работу с психологическими реакциями онкологических пациентов, членов их семей и медицинского персонала. Редко встречающийся термин онкопсихология используется иногда для обозначения работы с психотравмирующими пациента факторами онкологических заболеваний.

## Определения
Одно из первых определений психоонкологии принадлежит Д. Холланд (1992): психоонкология занимается изучением двух психологических факторов, вызываемых раковым заболеванием:
- эмоциональной реакции пациентов на всех стадиях заболевания, отношением членов их семей и лиц, осуществляющих уход за больными (психосоциальный фактор);
- психологического, поведенческого и социального факторов, которые могут влиять на заболеваемость и смертность вследствие онкологических заболеваний (психобиологический фактор).

К.м.н. А. И. Бабик (2001) определяет психоонкологию как:
- неотъемлемую отрасль онкологии и психиатрии, психологическое исследование условий возникновения рака;
- науку, занимающуюся изучением действия психологических факторов на развитие и прогрессию злокачественных новообразований;
- науку, призванную обеспечить наилучшую адаптацию онкологического больного, рассматривающую факторы приспособления, обусловленные болезнью, личностью пациента, обществом, и факторы, предрасполагающие к плохой адаптации.

## История развития психоонкологии

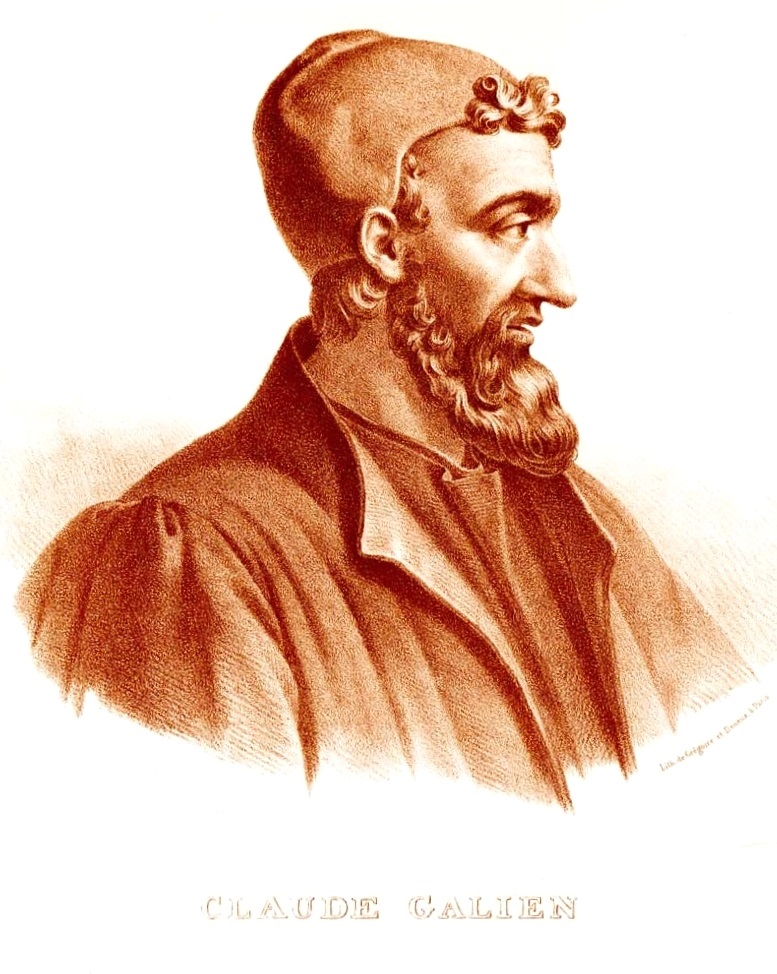
Клавдий Гален. Литография Pierre Roche Vigneron, 1865.

Во II веке новой эры, римский врач Гален обратил внимание на то, что жизнерадостные женщины реже заболевают раком, чем женщины, часто находящиеся в подавленном состоянии. И после Галена многие врачи связывали первопричину рака с жизненными невзгодами, неприятностями и горем. В русской медицинской литературе XVIII века указывалось, что «дальняя причина рака есть долгая печаль».
Французский физиолог Дизей-Джендрон в 1701 году предполагал, исходя из собственных наблюдений, что «рак развивается после несчастья, которое вызывает много забот».
В 1783 году Джон Барроуз описал первопричину рака как «…неприятные переживания души, долгие годы терзающие пациента».

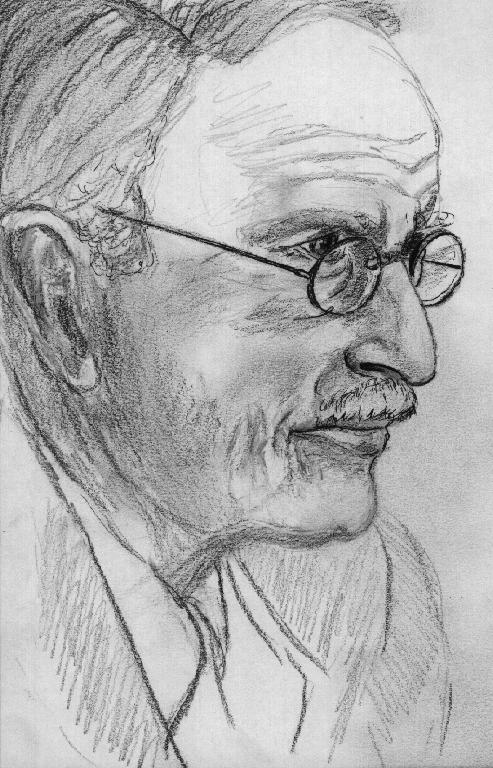
Карл Густав Юнг

Известный психиатр и психолог Карл Юнг полагал, что в некоторых случаях причиной рака могут быть психологические явления.
Одно из исследований, рассматривающих связь эмоциональных состояний и рака, описано в книге последовательницы Карла Юнга Элиды Эванс «Исследование рака с психологической точки зрения», в предисловии к которой Юнг написал, что Эванс удалось разрешить многие тайны рака, включая непредсказуемость течения этого заболевания, то, почему болезнь иногда возвращается после долгих лет отсутствия каких-либо из её признаков и почему это заболевание ассоциируется с индустриализацией общества.
Эти примитивные концепции психического происхождения раковых заболеваний были полностью опровергнуты современными исследованиями.

### Современный период
Онкопсихология как академическое направление зародилась, по словам доктора Северо-Западного университета, клинического психолога Timothy Pearman, в начале 1990-х, благодаря научным исследованиям, которые начали проводиться с середины 1980-х годов:
|  | Направлению "онкопсихология" около 20 лет. До середины 1980-х не было исследований, которые бы предполагали необходимость в таких программах. — Pearman, T. Treating the Person, Not Just the Patient. |

К 1995 году в некоторых институтах уже были специалисты по онкопсихологии, например, в Институте изучения рака им. Густава-Русси.
С 1990-х годов издается 2 научных издания психоонкологического профиля — англ. Journal of Psychosocial Oncology («Журнал психосоциальной онкологии» ) и англ. Journal of Psycho-Oncology («Журнал психоонкологии»)
С 2009 г. в Москве проходит ежегодный Всероссийский съезд онкопсихологов

## Современное состояние психоонкологии
К настоящему времени данные доказательной медицины неопровержимо показывают необходимость и эффективность психоонкологии.

### Коморбидные психические расстройства
Эпидемиологические данные показывают, что онкобольные очень часто страдают коморбидными (сопутствующими основному заболеванию) психическими расстройствами. Так, большой депрессией страдают 10—25 % из них (проявления «депрессивных симптомов», определяемых методом скрининга, встречаются, по разным оценкам с частотой от 7—21 до 58 %). Симптомы тревоги выявляются у 15—28 % пациентов, при этом часто она бывает обусловлена тревожным, фобическим, либо паническим расстройством.
Эти и другие психические расстройства могут негативно влиять на процесс лечения основного заболевания, а при их лечении, в свою очередь, следует учитывать фактор влияния онкологического процесса на их возникновение и течение.

### Психологические факторы канцерогенеза
Наиболее показательно психологические факторы влияют на возникновение раковых заболеваний через посредство табакокурения. Например, у многих людей, входящих в программу отказа от курения, в анамнезе были отмечены выраженные депрессивные расстройства, и в этой группе смогли бросить курить в 2 раза меньше участников, чем в группе без аффективных расстройств. Неоднократно подтверждена сильная связь табакокурения с шизофренией.
У людей, болеющих шизофренией и биполярным расстройством, риск заболеваемости раком увеличен в два раза по сравнению с основной популяцией. У больных шизофренией рак является второй по частоте причиной смертности, особенно рак лёгких у мужчин и рак груди у женщин.
С другой стороны, психотерапевтические и психофармакологические методы облегчают отказ от курения, в том числе и в случаях, осложнённых психическими расстройствами.
Проводились также исследования влияния стрессорных жизненных событий на риск развития онкозаболеваний. В больших когортных исследованиях, сопоставляющих данные о частоте онкологических заболеваний с общими популяционными данными, не было выявлено связи между вдовством и разводами с риском развития РМЖ. В обзорном исследовании этого вопроса авторы указывают, что «доказательства связи между стрессорными жизненными событиями и РМЖ являются противоречивыми и абсолютно неубедительными». Таким образом, современные исследования практически полностью развеяли миф о стрессе, как о возможной причине рака.

### Психологические факторы и течение онкозаболеваний
Наличие депрессивной симптоматики связано со снижением выживаемости при раке, возможно, что важным фактором при этом является ухудшение заботы пациентов о себе. Психотерапия повышает приверженность пациентов лечению, побуждает их заботиться о себе, возможно даже, повышает сопротивляемость организма. Применение поддерживающе-экспрессивной групповой терапии (ПЭГТ) у женщин с метастатическим раком молочной железы повысило выживаемость в среднем на 18 мес в одном из исследований. Однако некоторые другие исследования эффективности ПЭГТ и когнитивной терапии не подтверждают их положительного влияния на течение заболевания, хотя подтверждается позитивное влияние на такие факторы качества жизни, как настроение и восприятие боли.

#### Эффективность психотерапии в лечении рака
Результаты исследований и метаанализов однозначно показывают эффективность психообразовательных и психотерапевтических вмешательств при лечении рака в плане улучшения психического здоровья пациентов. Психотерапия снижает уровень дистресса, депрессии и тревожности, при этом групповая психотерапия, как правило, более эффективна, чем индивидуальная.
В клинической практике преобладает эклектический подход к психотерапии при раковых заболеваниях: при лечении сочетаются элементы поддерживающе-экспрессивной, экзистенциальной и когнитивной терапии с психодинамической, когнитивно-поведенческой (КПТ) и межличностной психотерапией (МПТ). Это объясняется тем, что разные аспекты психических и психологических нарушений при онкозаболеваниях более эффективно поддаются лечению разными методами терапии. Так, например, страх рецидива лучше поддаётся лечению при КПТ, тогда как совладание с потерей и переходом ролей более поддаются МПТ.

### Когнитивные эффекты лечения
Из методов лечения, применяемых в онкологии, химиотерапия наиболее часто приводит к нарушениям в когнитивной сфере. Это может происходить как в результате прямого воздействия противоопухолевых средств, так и в результате патологического иммунного ответа на воспалительный процесс, связанный с распадом опухоли, либо вследствие повреждения капиллярных сосудов. В разных исследованиях было показано, что распространенность когнитивных нарушений со снижением функции на 10—12 % на протяжении от 2 мес до 3—10 лет по сравнению с контрольной группой составляет от 25 до 33 %. Подобные состояния обозначают как «химиотерапевтический мозг» или «химиотерапевтический туман».
Радиотерапия тоже вызывает такие нарушения — через патологию иммунных и микроциркуляторных механизмов.
Важное значение для повышения качества жизни пациентов имеет поэтому профилактика таких нарушений, путём выбора наиболее щадящей стратегии лечения и назначения профилактических средств — нейропротекторных, иммунорегулирующих, ноотропных и т. п. Определённую роль могут сыграть также профилактические упражнения и психотерапия.
В рамках фармакогеномики ведутся исследования с целью предсказать (на основе генетического анализа) повышенную чувствительность к повреждающему действию химиотерапевтических агентов на когнитивные функции. Конкретная уязвимость для повреждений, вызванных химиотерапией, подтверждена для носителей гена подверженности болезни Альцгеймера, аполипопротеина E (APOE).

### Тренировка навыков общения
Вопросы взаимодействия пациента с медицинским персоналом имеют большое значение при лечении онкологических заболеваний. Установлено, что больные могут вспомнить лишь 25 % информации, которую онкологи считают для них важной, а нехватка информации повышает частоту депрессий.
По мнению пациентов, налаженный процесс взаимодействия с врачом более важен для повышения качества жизни, чем оказание специфического психотерапевтического лечения. Специальные программы тренировки навыков общения для врачей повышают прежде всего точность диагностики, тем самым повышая эффективность лечения, но также благотворно влияют на многие другие важные факторы терапевтического процесса. Закрепляющие семинары (общей длительностью порядка 40 часов) способствуют сохранению полученных навыков на срок свыше двух лет.

### «Эмоциональное выгорание» медицинского персонала
«Эмоциональное выгорание» (англ. burn-out) из жаргонного выражения превратилось в термин, обозначающий эмоциональное истощение (иногда с явлениями деперсонализации либо с проявлениями цинизма по отношению к пациентам). Такие явления, согласно данным исследования наблюдались у 28 % врачей-онкологов. Этот показатель значительно повышен у врачей, оказывающих паллиативную помощь, в особенности у тех из них, у которых недостаточны навыки общения.
Важным последствием эмоционального истощения является заболеваемость психическими расстройствами у врачей. На материале большой выборки английских врачей разных специальностей была показана повышенная распространенность этих расстройств среди гастроэнтерологов, радиологов, радиоонкологов, онкологов и хирургов-онкологов, равная 27 %, в то время, как заболеваемость психическими расстройствами среди населения в целом составляла 18 %.

## «Новая германская медицина»
С психоонкологией не следует путать направление маргинальной теории альтернативной медицины — «Новую германскую медицину» (нем. Germanische Neue Medizin) Рике Герда Хамера, претендующую, в том числе, на способность к излечению рака.
Хамер полагал, что существующая общепризнанная медицина является ни чем иным, как «еврейской медициной» — инструментом в руках евреев для уничтожения неевреев.
Не получив официального разрешения на применение своих методов, он начал их практиковать и был за это в 1986 году по решению суда лишен лицензии на медицинскую практику в Германии. В ряде стран он был также обвинен в причинении смерти своим пациентам и по приговорам судов неоднократно пребывал в заключении. Онкологическая лига Швейцарии (The Swiss Cancer League of the Swiss Society for Oncology) в 2001 году признала «Новую германскую медицину» особо опасным для пациентов методом, создающим чувство ложной безопасности и побуждающим к отказу от лечения.